# Gonikoppal
Gonikoppal é uma vila no distrito de Kodagu, no estado indiano de Karnataka.

## Demografia
Segundo o censo de 2001, Gonikoppal tinha uma população de 7251 habitantes. Os indivíduos do sexo masculino constituem 52% da população e os do sexo feminino 48%. Gonikoppal tem uma taxa de literacia de 78%, superior à média nacional de 59,5%: a literacia no sexo masculino é de 83% e no sexo feminino é de 73%. Em Gonikoppal, 13% da população está abaixo dos 6 anos de idade.